# Varitrella bakeri
Varitrella bakeri är en insektsart som först beskrevs av Lucien Chopard 1925.  Varitrella bakeri ingår i släktet Varitrella och familjen syrsor. Inga underarter finns listade i Catalogue of Life.